# Kirej
Il Kirej (in russo Кирей?; nel corso superiore Bol'šoj Kirej) è un fiume della Russia siberiana orientale, affluente di destra della Ija. Scorre nei rajon Tulunskij e Kujtunskij dell'oblast' di Irkutsk.
Il fiume ha origine dalla confluenza del Bol'šoj Kirej di destra (Правый Большой Кирей) e del Bol'šoj Kirej di sinistra (Левый Большой Кирей) che scendono dalle pendici delle creste Okinskij e Šitskij dei monti Saiani Orientali. Il fiume scorre prevalentemente in direzione nord-orientale. Sfocia nella Ija a 203,9 km dalla foce. Il fiume ha una lunghezza di 172 km e il suo bacino è di 3 260 km². La sua larghezza vicino ai villaggi di Ujgat e di Krivuši è di 90-100 metri, la profondità è di 1,7 m. La portata media annuale dell'acqua a 22 km dalla foce è di 42,42 m³/s.